# Lista de reis da Tailândia
Esta é uma lista de reis da Tailândia. Até 1939, o reino foi conhecido pelo nome de Sião; no período entre 1945 e 1949 retomou o antigo nome.
O rei da Tailândia (referido também como rei de Sião) (em tailandês:  พระมหากษัตริย์ไทย) é o líder do Reino da Tailândia (antigamente Siam). O rei é o chefe de Estado e o chefe da Casa de Chakri. O poder do Rei é meramente cerimonial e simbólico, contudo ainda desempenha um papel fundamental na sociedade e sua influência em assuntos internos é maior do que a das monarquias constitucionais europeias, em comparação.

## Reino de Sucotai

#### Dinastia Phra Ruang
- Si Inthrathit (1238-1270)
- Ban Mueang (1270-1279)
- Ram Khamhaeng (1279-1298)
- Loe Thai (1298-1323)
- Ngua Nam Thum (1323-1347)
- Li Thai (1347-1368)
- Lue Thai (1368-1399)
- Saileuthai (1399-1419)
- Borommapan (1419-1438)

## Reino de Aiutaia

#### 1ª Dinastia Uthong
- Uthong (1350-1369)
- Ramesuan (1369-1370)

#### 1ª dinastia Suphannaphum
- Borommarachathirat I (1370-1388)
- Thong Lan (1388).. Usurpador

#### 2ª Dinastia Uthong
- Ramesuan (1388-1395)
- Ramrachathirat (1395-1409)

#### 2ª Dinastia Suphannaphum
- Intharacha I (1409-1424)
- Borommarachathirat II (1424-1448)
- Ramesuan II (1448-1488)
- Borommarachathirat III (1488-1491)
- Ramathibodi II (1491-1529)
- Borommarachathirat IV (1529-1533)
- Ratsadathirat (1533)
- Chairacha (1533-1546)
- Yofta (1546-1548)
- Worawongsathirat (1548-1549)
- Maha Chakkraphat (1549-1564)
- Mahinthrathirat (1564-1568)
- Maha Chakkraphat (1568-1569).. Segundo reinado
- Mahinthrathirat (1569)

#### Dinastia Sucotai
- Maha Thammarachathirat (1569-1590)
- Naresuan (1590-1605)
- Ekathotsarot (1605-1620)
- Si Saowaphak (1620)
- Songtham (1620-1628)
- Chetthathirat (1628-1630)
- Athittayawong (1630-1637)

#### Dinastia Prasat Thong
- Prasat Thong (1630-1656)
- Chao Fa Chai (1656)
- Si Suthammaracha (1656-1657)
- Narai (1657-1688)

#### Dinastia Ban Phlu Luang
- Phetracha (1688-1703)
- Suriyenthrathibodi (1703-1709)
- Thai Sa (1709-1733)
- Borommakot (1733-1758)
- Uthumphon (1758)
- Ekkathat (1758-1767)

## Reino de Thonburi
- Taksin (1767-1782)

## Reino de Rattanakosin (1782-1932) e Reino da Tailândia (Desde 1932)

#### Dinastia Chacri
| Nome                                                                         | Retrato | Nascimento                                                                                             | Casamentos                                         | Morte                          | Ref |
| ---------------------------------------------------------------------------- | ------- | --- | -------------------------------------------------- | ------------------------------ | --- |
| Rama I (Buddha Yodfa Chulaloke) 6 de abril de 1782 – 7 de setembro de 1809   |         | 20 de março de 1737 filho de Thongdee (mais tarde Somdet Phra Maha Prathom Borom Rajchanok) e Daoreung | Amarindra 1760 10 filhos                           | 7 de setembro de 1809 72 anos  |     |
| Rama II (Buddha Loetla Nabhalai) 7 de setembro de 1809 – 21 de julho de 1824 |         | 26 de fevereiro de 1766 filho de Buddha Yodfa Chulaloke e Amarindra                                    | Sri Suriyendra 1801 3 filhos                       | 21 de julho de 1824 57 anos    |     |
| Rama III (Nangklao) 21 julho de 1824 – 2 de abril de 1851                    |         | 14 de dezembro de 1795 filho de Buda Loetla Nabhalai e Sri Sulalai                                     | 51 filhos e filhas com vários consortes            | 2 de abril de 1851 63 anos     |     |
| Rama IV (Mongkut) 1 de abril de 1851 – 1 de outubro de 1868                  |         | 18 de outubro de 1804 filho de Buddha Loetla Nabhalai e Srisuriyendra                                  | Somanas Vadhanavadi 1851 1 filho                   | 1 de outubro de 1868 63 anos   |     |
| Rama V (Chulalongkorn) 1 de outubro de 1868 – 23 de outubro de 1910          |         | 20 de setembro de 1853 filho de Mongkut e Debsirindra                                                  | 4 esposas com filhos                               | 23 de outubro de 1910 57 anos  |     |
| Rama VI (Vajiravudh) 23 de outubro de 1910 – 25 de novembro de 1925          |         | 1 de janeiro de 1881 filho de Chulalongkorn e Saovabha Bongsri                                         | 4 esposas com filhos                               | 25 de novembro de 1925 44 anos |     |
| Rama VII (Prajadhipok) 25 de novembro de 1925 - 2 de março de 1935           |         | 8 de novembro de 1893 filho de Chulalongkorn e Saovabha Bongsri                                        | Rambhai Barni Svastivatana não deixou descendência | 30 de maio de 1941 47 anos     |     |
| Rama VIII (Ananda Mahidol) 2 de março de 1935 – 9 de junho de 1946           |         | 20 de setembro de 1925 filho de Mahidol Adulyadej e Srinagarindra                                      | não deixou descendência                            | 9 de junho de 1946 20 anos     |     |
| Rama IX (Bhumibol Adulyadej) 9 de junho de 1946 – 13 de outubro de 2016      |         | 5 de dezembro de 1927 filho de Mahidol Adulyadej e Srinagarindra                                       | Sirikit 4 filhos                                   | 13 de outubro de 2016 88 anos  |     |
| Rama X (Maha Vajiralongkorn) 13 de outubro de 2016 - presente                |         | 28 de julho de 1952 filho de Bhumibol Adulyadej e Sirikit                                              | 7 filhos                                           |                                |     |